# Трёхвёрстная
Трёхвёрстная — река в Восточной Сибири. Протекает по территории Туруханского района Красноярского края. Длина реки составляет 11 км. По одним данным впадает непосредственно в Енисей слева на расстоянии 1188 км от его устья, тогда как по другим данным впадает в приток Енисея, реку Илюшкина. Устье расположено напротив острова в русле Енисея Верхний Опечек (Марковский).

## Данные водного реестра
По данным государственного водного реестра России относится к Енисейскому бассейновому округу, речной бассейн реки — Енисей, речной подбассейн реки — Бассейн притоков Енисея ниже впадения Нижней Тунгуски. Водохозяйственный участок реки — Енисей от впадения Подкаменная Тунгуска.
Код объекта в государственном водном реестре — 17010600112116100059600.